# Hakea sulcata
Hakea sulcata är en tvåhjärtbladig växtart som beskrevs av Robert Brown. Hakea sulcata ingår i släktet Hakea och familjen Proteaceae. Inga underarter finns listade i Catalogue of Life.